# Кштут (приток Тупалангдарьи)
Кштут — река, протекающая в Сурхандарьинской области Узбекистана. Левый и самый крупный приток реки Тупалангдарья (бассейн Амударьи) впадающий в него в 54 км от устья.
Длина реки составляет 50 км. Площадь водосбора — 719 км².
Берёт начало на южном склоне Гиссарского хребта в непосредственной близости от узбекско-таджикской границы. Течёт главным образом в северо-западном направлении. На реке расположены населённые пункты Кштут, Испин, Хамидарча и Тамархут.
Количество рек протяжённостью менее 10 км в бассейне Кштут — 43, их общая длина составляет 111 км.